# استوار
| درجه‌های ارتش ایران | درجه‌های ارتش ایران | درجه‌های ارتش ایران |
| نیروها             | نیروها             | نیروها             |
| زمینی و هوایی      | دریایی             |                    |
| ------------------ | ------------------ | ------------------ |
| ارتشبد             | دریابد             |                    |
| سپهبد              | دریاسالار          |                    |
| سرلشکر             | دریابان            |                    |
| سرتیپ              | دریادار            |                    |
| سرتیپ دوم          | دریادار دوم        |                    |
| سرهنگ              | ناخدا یکم          |                    |
| سرهنگ دوم          | ناخدا دوم          |                    |
| سرگرد              | ناخدا سوم          |                    |
| سروان              | ناوسروان           |                    |
| ستوان ۳، ۲ و ۱     | ناوبان ۳، ۲ و ۱    |                    |
| استوار ۲ و ۱       | ناواستوار ۲ و ۱    | ناواستوار ۲ و ۱    |
| گروهبان ۳، ۲ و ۱   | مهناوی ۳، ۲ و ۱    | مهناوی ۳، ۲ و ۱    |
| سرجوخه             | سرناوی             | سرناوی             |
| سرباز ۲ و ۱        | ناوی ۲ و ۱         | ناوی ۲ و ۱         |
| سرباز              | ناوی               | ناوی               |

استوار درجه‌ای درجه‌داری و سمتی در نیروهای مسلح ایران و بسیاری از کشورهای جهان است که پایین‌تر از درجهٔ ستوان و بالاتر از درجهٔ گروهبان جا می‌گیرد.
درجهٔ استوار دو مرحله دارد:
- استوار یکم
- استوار دوم

## واژه‌شناسی
واژهٔ فارسی «استوار» که فرهنگستان ایران به جای واژهٔ فرانسهٔ «sous officier» برگزیده، در فارسی به معنی «محکم و مضبوط؛ مستحکم، حصین» و در پارسی میانه «ōstavār» به معنی «محکم، استوار؛ مؤمن» بوده که ظاهراً از «-ava-stā*» در ایرانی باستان و از ریشهٔ -stā* «بر پا کردن، ایستادن، استوار کردن» در زبان نیاایرانی به‌وجود آمده است.

## پیشینه
اُستُوار هم‌اکنون یکی از درجه‌های نظامی ایران است و در دورهٔ پهلوی اول، این درجه را «مُعین نایب» می‌نامیدند.

## حقوق استوار
به موجب بخشنامه، به کلیهٔ دستگاه‌های اجرائی ایران در خصوص نحوهٔ پرداخت حقوق و مزایای کارکنان وظیفه در تاریخ سه‌شنبه، ۱۵ مرداد ۱۳۸۷، حقوق دریافتی استوارها در آن تاریخ بدین‌گونه بود:
استوار دوم:
کل حقوق (ریال): ۳۹۵٬۱۳۶؛ بازنشستگی ۹٪: ۳۵٬۵۶۲
بیمهٔ عمر و حوادث ۱٪: ۳۹۵۱
خالص پرداختی (ریال): ۳۵۵٬۶۲۳
استوار یکم
کل حقوق (ریال): ۴۱۶٬۳۰۴
بازنشستگی ۹٪: ۳۷٬۴۶۷
بیمهٔ عمر و حوادث ۱٪: ۴۱۶۳
خالص پرداختی (ریال): ۳۷۴٬۶۷۴

## قوانین مرتبط با استوارها در دورهٔ پهلوی
قانون راجع به تبدیل درجهٔ استواریکم‌ های خلبانی و فنی نیروی هوایی به ستوانیارسومی، که در جلسهٔ ۱۳۳۸٫۱۰٫۱۵ به تصویب مجلس سنا رسیده‌بود و مشتمل بر مادهٔ واحده و پنج تبصره است، در جلسهٔ پنجشنبه ۲۵ آذرماه ۱۳۳۸ به تصویب مجلس شورای ملی رسید.
متن این قانون بدین شرح است:
مادهٔ واحده - استواریکم‌ های خلبانی و فنی نیروی هوایی که حداقل دارای گواهینامهٔ سوم متوسطه بوده و بیش از چهار سال تمام در درجهٔ اخیر قدمتِ خدمت داشته باشند، پس از طی دورهٔ آموزشگاه ستوانیاری به درجهٔ ستوانیارسومی مفتخر می‌گردند.
تبصرهٔ ۱ - ستوانیاری دارای درجات ۳ و ۲ و ۱ می‌باشد که به‌ترتیب ستوانیارسومی، ستوانیار دومی، ستوانیاریکمی نامیده می‌شوند.
تبصرهٔ ۲ - حداقل مدت توقف در هر یک از درجات ستوانیارسومی و ستوانیار دومی برای ترفیع به درجهٔ بالاتر پنج سال تمام می‌باشد.
تبصرهٔ ۳ - حقوق درجهٔ این قبیل درجه‌داران در درجات ستوانیارسومی و ستوانیار دومی و ستوانیاریکمی به‌ترتیب معادل حقوق درجهٔ ستوان‌سومی، ستوان‌دومی، ستوان‌یکمی بوده و میزان حقوق سنواتیِ آنان معادل یک‌دهم (۱۰). (۱) حقوق مندرج در مادهٔ ۵۱ قانون استخدام نیروهای مسلح شاهنشاهی خواهد بود.
تبصرهٔ ۴ - شرایط ورود و سایر مقررات مربوط به آموزشگاه ستوانیاری برابر اساسنامه‌ای که به وسیلهٔ نیروی هوایی پیشنهاد و به تصویب وزارت جنگ می‌رسد تعیین خواهد شد.
تبصرهٔ ۵ - درمورد درجه‌داران خلبان و فنی نیروی هوایی، مقررات این قانون جانشین مقررات مادهٔ ۲۹ قانون استخدام نیروهای مسلح شاهنشاهی و سایر مقررات مربوط به افسریاران خواهد بود.